# Der steinerne Garten
Der steinerne Garten ist ein US-amerikanisches Filmdrama aus dem Jahr 1987 unter der Regie von Francis Ford Coppola. Das Drehbuch schrieb Ronald Bass anhand eines Romans von Nicholas Proffitt. In der Hauptrolle ist James Caan als erfahrener Soldat zu sehen, der dem jungen Jackie Willow, der anfangs voller patriotischer Ideale steckt, die von der Realität des Krieges eingeholt werden, zur Seite zu stehen versucht.

## Handlung
Der Film erzählt in Form einer Rückblende den militärischen Werdegang des jungen amerikanischen Soldaten Jackie Willow, der 1968 in das 3. Infanterieregiment der US Army versetzt wird. Dieser Verband ist unter anderem für die Durchführung der militärischen Begräbnisse auf dem Nationalfriedhof Arlington zuständig. Die hohen Verluste des Vietnamkrieges haben diesen Dienst zur makabren Routine werden lassen.
Willow freundet sich mit seinen Vorgesetzten Sergeant Major „Goody“ Nelson und insbesondere mit Sergeant First Class Clell Hazard an. Die beiden altgedienten Soldaten haben ihre eigene Meinung zum Krieg in Vietnam; während Nelson sich aber mit seiner Ansicht offiziell bedeckt hält, verzweifelt Hazard an dem in seinen Augen unsinnigen protokollarischen Dienst, den er abfällig als „Zinnsoldaterei“ bezeichnet. Er versucht mit allen Mitteln, als Ausbilder in eine reguläre Kampfeinheit versetzt zu werden, wo er mit seinen Erfahrungen junge Soldaten vor dem Schlimmsten bewahren zu können glaubt. Sein Vorgesetzter verweigert ihm dies aber strikt.
Willow sieht einem Einsatz in Vietnam dagegen mit Idealismus entgegen und glaubt, dort als Soldat etwas bewirken zu können. Mit allen Mitteln strebt er daher eine Offizierslaufbahn an. Weder Nelson noch Hazard können seine Ansicht ändern, obwohl sie es immer wieder auf verschiedene Weise versuchen.
Hazard findet schließlich Halt in der Beziehung zu Samantha Davis, einer pazifistischen Journalistin der Washington Post, während Willow seine Jugendfreundin Rachel Feld wiedertrifft und schließlich – gegen den anfänglichen Widerstand ihres Vaters, eines hochrangigen Offiziers – heiratet.
Mit seiner Beförderung zum Second Lieutenant erhält Willow schließlich seinen Marschbefehl nach Vietnam. Während seines einjährigen Einsatzes schreibt er Briefe an Hazard, aus denen der Wandel seiner idealistischen Einstellung zum Krieg deutlich wird. Kurz vor seiner Rückkehr in die USA erhalten Hazard und Nelson die Nachricht von Willows Tod. Sein Begräbnis bildet die Rahmenhandlung für den eigentlichen Film.

## Kritiken
Das Lexikon des internationalen Films sieht in dem „Psychogramm mehrerer daheimgebliebener amerikanischer Soldaten, in deren zerrissener innerer Erlebniswelt sich die politischen und moralischen Widersprüche des Vietnam-Krieges spiegeln“, „trotz überflüssiger melodramatischer Akzente eine formal beherrschte und inhaltlich vielschichtige Auseinandersetzung mit dem Problem des Militarismus, ohne dessen Vertreter menschlich zu denunzieren.“
Roger Ebert schrieb in der Chicago Sun-Times, dass der Film versuche, die Atmosphäre der Zeit und des Ortes zu rekonstruieren. Die Charaktere würden realistisch und mit der Liebe zum Detail gezeigt. Ebert lobte die Dialoge und die Darstellungen.

## Auszeichnungen
Francis Ford Coppola wurde im Jahr 1987 für einen Preis des Moscow International Film Festivals nominiert. Der Film wurde im Jahr 1988 für den Political Film Society Award für Frieden nominiert.
Die Deutsche Film- und Medienbewertung FBW in Wiesbaden verlieh dem Film das Prädikat wertvoll.

## Hintergründe
- Die Dreharbeiten fanden in Washington, D.C. statt. Das Einspielergebnis in den Kinos der USA betrug 5,26 Millionen US-Dollar.

- Griffin O’Neal war ursprünglich für die Rolle von Albert Wildman vorgesehen, wurde jedoch durch Casey Siemaszko ersetzt, nachdem er im Mai 1986 in den Unfalltod von Coppolas ältestem Sohn Gian-Carlo Coppola auf einem Schnellboot verwickelt war.